# Orthetrum stemmale
Orthetrum stemmale är en trollsländeart. Orthetrum stemmale ingår i släktet Orthetrum och familjen segeltrollsländor. IUCN kategoriserar arten globalt som livskraftig.

## Underarter
Arten delas in i följande underarter:
- O. s. stemmale
- O. s. wrightii